# Eine sonderbare Liebe
Eine sonderbare Liebe ist ein deutscher Liebesfilm der DEFA von Lothar Warneke aus dem Jahr 1984. 

## Handlung
Die alleinstehende Sibylle Seewald ist Chefin einer Betriebskantine und bei ihren Kolleginnen wegen ihrer Strenge eher unbeliebt. Sie hat ein Verhältnis mit dem verheirateten Hartloff. Harald Reich wiederum ist Witwer und Vater zweier Söhne – der ältere leistet gerade seinen Wehrdienst ab, während der jüngere Sohn Karsten gerade erst eingeschult wurde. Die Mutter starb an Krebs. Auf einer Betriebsfeier, auf der Sibylle mal wieder als Aktivistin ausgezeichnet wird und sich von Hartloff trennt, wird sie von Harald angesprochen. Beide landen am Ende betrunken in Sibylles Wohnung und verbringen die Nacht zusammen. Am nächsten Morgen ist Harald verschwunden und hat nur einen Brief mit seiner Telefonnummer hinterlassen. Wenig später treffen sich beide zufällig und Sibylle erkennt enttäuscht, dass Harald per Kontaktanzeige nach einer zukünftigen Frau sucht. Sie will nun ihr gesamtes Leben ändern.
Sibylle kündigt ihre Stelle in der Großkantine. Obwohl sie sich zunächst mit Harald zankt, versöhnen sich beide bald darauf und entscheiden sich, es auf Vernunftbasis und nicht aus Liebe miteinander zu versuchen. Sibylle zieht in Haralds Haus ein, schließt Freundschaft mit Karsten und fängt nach kurzer Zeit an, das Heim des Funkamateurs umzugestalten. Sibylle blüht zunächst auf und Harald lässt sie im Haus gewähren, zieht sich jedoch mit der Zeit immer häufiger zurück. Als Sibylle nach einiger Zeit ein Fazit des Zusammenlebens ziehen will, kommt es zum Streit zwischen beiden Partnern, in dem sie sich beide fehlenden Respekt vor den Eigenarten des Anderen vorwerfen. Sibylle empfindet Harald als spießig, während Harald keine Lust hat, sich von Sibylle herumkommandieren zu lassen. Am Ende reist Harald Hals über Kopf allein in einen Urlaub, dessen Dauer und Ort nur er kennt.
Sibylle krempelt ihr Leben erneut um. Sie kümmert sich um Karsten, der bald darauf von ihrer Mutter aufgenommen wird. Sibylle wiederum fängt erneut in der Betriebskantine zu arbeiten an – jetzt als einfache Köchin. In der Zeit erkennt sie, dass ihr Harald fehlt. Als eines Tages das Telefon in Haralds Haus besetzt ist, eilt sie von Arbeit nach Hause. Harald ist zurückgekommen und beide fallen sich in die Arme.

## Produktion und Veröffentlichung
Die Dreharbeiten fanden in Bernburg und im Sodawerk Bernburg statt. Der Film erlebte am 18. September 1984 im Leipziger Kino Capitol seine Premiere.
Das Szenarium stammt von Wolfram Witt und für die Dramaturgie war Erika Richter verantwortlich.

## Kritik
Filmkritiker Günter Agde konstatierte anlässlich der Premiere 1984:

„Der Film ist im Genre unentschieden. Die große Komödie, die er im Ansatz und im Spiel der Hauptdarsteller weitgehend anbietet, versagt sich offenbar noch angesichts der gesellschaftlichen Brisanz der Problematik. Zum Seelendrama existentiellen Ausmaßes fehlt es der Geschichte an Breite und Tiefe […]! Die Genre-Unentschiedenheit, die ich erklären, aber nicht gutheißen kann, muß man wohl auch der Mitte anlasten, die der Film zwischen Kunst und Pamphlet, zwischen Publizistik und Ästhet einnehmen muß. So sei er uns als guter, weil zwingender und ehrlicher Diskussionsbeitrag willkommen.“

Trotz kritischer Anmerkungen war Eine sonderbare Liebe für ihn gesamtgesehen „nach merkbarer Pause wieder ein DEFA-Film in unseren Kinos, den anzusehen lohnt.“ Renate Holland-Moritz schrieb, dass „das Bestreben des Regisseurs Lothar Warneke, der Realität möglichst dokumentarisch auf den Fersen zu sein […] aus Mangel an künstlerischer Verdichtung kaum Gewinn [bringt]“. Der Zuschauer bleibe eher gelangweilt zurück.
Für das Lexikon des internationalen Films war Eine sonderbare Liebe ein „einfühlsames Porträt, das das Arbeitsleben und private Glücksvorstellungen in der DDR beleuchtet. Intensiv gespielt und unaufdringlich inszeniert, spiegelt der Film den Alltag in der DDR und verweist auf Gemeinsamkeiten in den beiden deutschen Staaten.“ Cinema befand: „Das Stück ist ganz gut gespielt, aber insgesamt etwas unscheinbar. Fazit: Unaufdringlicher, kleiner Film“.

## Auszeichnungen
Eine sonderbare Liebe wurde 1986 auf dem Nationalen Spielfilmfestival der DDR mehrfach ausgezeichnet: Wolfram Witt erhielt den Nationalen Filmpreis für das beste Drehbuch, Christiane Dorst wurde für das beste Kostüm geehrt und Christine Schorn erhielt den Nationalen Filmpreis als beste Hauptdarstellerin.
Bereits 1985 war Jörg Gudzuhn als bester Darsteller mit dem Preis der Filmkritik der DDR, der „Großen Klappe“ ausgezeichnet worden.